# Holiare
Holiare (em húngaro: Gellér) é um município da Eslováquia, situado no distrito de Komárno, na região de Nitra. Tem 9,88 km² de área e sua população em 2018 foi estimada em 489 habitantes.

## Demografia
| Ano:        | 1994 | 2004   | 2014    | 2024   |
| ----------- | ---- | ------ | ------- | ------ |
| Broj ljudi: | 425  | 413    | 493     | 458    |
| Razlika:    |      | -2,82% | +19,37% | -7,09% |

| Ano:               | 2023 | 2024   |
| ------------------ | ---- | ------ |
| Número de pessoas: | 463  | 458    |
| Diferença:         |      | -1,07% |